# نیژنیه کارشلی
نیژنیه کارشلی (به لاتین: Nizhniye Karshli) یک منطقهٔ مسکونی در روسیه است که در شهرستان آگولسکی واقع شده‌است.